# Elke Seidel
Elke Seidel (* 27. Januar 1948 in Beelitz) ist eine deutsche Politikerin (SPD, B’90/Grüne).

## Leben und Beruf
Seidel studierte von 1967 bis 1973 Medizin an der Humboldt-Universität zu Berlin und an der Medizinischen Akademie Dresden. Sie arbeitete ab 1973 als Stationsärztin der Fachklinik für Lungenkrankheiten und Tuberkulose in Beelitz-Heilstätten. Seidel promovierte im Jahr 1982. Von 1983 bis 1988 war sie als Leiterin der poliklinischen Abteilung für Lungenkrankheiten und Tuberkulose Potsdam-Stadt tätig, dann bis 1994 wieder als Stationsärztin in der Lungenklinik in Beelitz. Seidel lebt in Beelitz, ist verheiratet und Mutter eines Kindes.

## Politik
Seidel ist seit der Wende in der DDR 1989 politisch tätig, sie engagierte sich zunächst im Neuen Forum, dann zwischen 1990 und 2003 in der SPD. Ende 2003 wechselte sie zur Partei Bündnis 90/Die Grünen. 1990 wurde sie Stadtverordnete, von 1993 bis 1994 war sie Kreistagsabgeordnete. Bei der Landtagswahl in Brandenburg 1994 wurde sie als Kandidatin auf der Liste der SPD in den brandenburgischen Landtag gewählt. Sie war Abgeordnete vom 11. Oktober 1994 bis zum 29. September 1999. Im Landtag war sie Vorsitzende des Ausschusses für Umwelt, Naturschutz und Raumordnung. 
Kurz nach der Kommunalwahl 2003 wechselte Seidel zu den Grünen und behielt ihr zuvor als SPD-Kandidatin gewonnenes Mandat in der Beelitzer Stadtverordnetenversammlung bei. Bei der Landtagswahl 2004 trat sie erstmals für die Grünen an, schaffte aber als Direktkandidatin im Wahlkreis 18 (Potsdam-Mittelmark II) ebenso wie bei der darauffolgenden Wahl im Jahr 2009 den Einzug in den Landtag nicht. Bei der Kommunalwahl 2008 wurde sie sowohl wieder zur Stadtverordneten in Beelitz gewählt, als auch in den Kreistag des Landkreises Potsdam-Mittelmark.